# Lucile Debaille
Lucile Debaille est une romancière française née le 5 septembre 1954.

## Biographie
Lucile Debaille a obtenu une Maîtrise de Philosophie à l'Université Aix-Marseille I en 1976 suivi d'un diplôme de Sciences Po Aix en 1976 et d'un DESS de Sciences Économiques (Université d'Aix-Marseille II en 1983.
Elle commence à travailler comme journaliste à FR3 Marseille, avant de devenir directrice littéraire des éditions Ornicar. Elle dirige le Pôle Entreprise à l'École de la deuxième chance à Marseille depuis 2002. 
Lucile Debaille est l'auteur de plusieurs romans et d'une biographie de Sapho, Sapho à la folie.

## Œuvres
- Framboise, Éditions Belfond, 1988  (ISBN 2-7144-2226-8)
- Après dissipation des brumes matinales, Éditions Belfond, 1990  (ISBN 2-7144-2553-4)
- Sapho à la folie[3], Éditions Ornicar, 1999  (ISBN 2-913888-02-X)
- La Petite Musique d'Éros[4],[5], Éditions Ornicar, 2000  (ISBN 2-913888-07-0), rééd. Éditions Le Cercle, 2003  (ISBN 2-913563-75-9)
- Le Malheur est dans le blé, Éditions Baleine coll. « Le Poulpe » no 240, 2002  (ISBN 2-84219-399-7)
- Le Malheur n'attend pas le nombre des années. Montpellier : Moby Dick, coll. "La Fille du Poulpe" n° 12, 09/2025, 132 p.  (ISBN 978-2-8207-0349-1)